# Fortaleza de Nueva Orshova
La Fortaleza de Nueva Orshova fue una obra fortificada construida por el ingeniero de origen suizo Nicolaus Doxat de Demoret (1682-1738), generalfeldmarschall de Austria, en una isla del Danubio ya desaparecida, Ada-Galéh, cuya situación la hacía dueña de la navegación del citado río.

## Características
- Planta rectangular y estribos para sostener o fortalecer los muros
- En la margen servía una gruesa torre fortificada
- Flanqueada de baluartes y baterías rasantes que se unían con la defensa de Ada-Galéh
- Defendían sus flancos los fuertes de San Carlos y Santa Isabel
- Aseguraba todo el brazo del Danubio que bañaba la parte derecha de la isla
- En el siglo XIX perdió importancia
- El ingeniero de la fortaleza, Nicolas Doxat, hijo pequeño de Joseph Doxat agregado a la nobleza del Imperio por sus servicios militares prestados por diploma del emperador Fernando III de Habsburgo, víctima de intrigas, cayó en desgracia y fue decapitado en Belgrado en 20 de marzo de 1738

## Historia
- Orshova la antigua sobre el Danubio llamábase así para distinguirla de la otra que tenía el mismo nombre
- Fue atrincheramiento de los romanos llamado "Ducepratum", Ducepratum castellum ad Danibium: Ex ea magnum ac praevalidum castellum fecit Imperator noster. Post Novas Castella sunt, Cantabazates, Smornes, Campses, Tamatas, Zernes ac Ducepratum: et in ripa ulteriori alia multa, quae à fundamento aedificavit (cita de Procopius de Aedificiis Iustiniani, en el libro Istoria pentru inceputul romanilor in Dachia, La Buda, 1812, autor Petru Maior; reeditada en 1990, Iasi); Infra Novas igitur, proinde in adversa Daciae ripensi continente, multa erant Trans Danibium castella romanis frequentata. Reciduae Procopius nominatim haud meminit.... (cita de la obra Antiquis primatibus per Pannoniam, J.J. Engel, 1781, autor: S. Salagii)
- Fue varias veces tomada y reconquistada por los imperialistas y los turcos y quedó en poder de estos en 1789
- Es la única de las conquistas hecha por José II de Austria a los turcos, que se incorporó por la paz de Sistova (4 de mayo de 1791) al banato de Temeswar (por el tratado de 26 de enero de 1699, Austria y la Sublime Puerta convinieron en una tregua de 20 años y el sultán quedó dueño del banato de Temeswar, cediendo al emperador Leopoldo la Transilvania, todo el país llamado Batchkab, situado entre el Danubio y el Theiss, y renunció a todas las sumas que pagaba anualmente Alemania, cualquiera que fuera su denominación).
- La entrada de tropas otomanas en Europa, principia con Orhan I y Murad I, y prosigue con Bayezid I, dotado de un alma intrépida y de una actividad prodigiosa, el cual presentándose repentinamente en Europa cuando lo creían más ocupado en Asia, tuvo los dos continentes en suspenso durante catorce años

### Guerra austro-turca (1787-1791)
Ernesto Gedeón von Laudon tras visitar los territorios ganados en la guerra austro-turca y repartir las tropas, mandó al general Vantersleben que con las fuerzas del banato de Temeswar emprendiese el sitio de la fortaleza de nueva Orshova situada en la isleta del Danubio:
- Las copiosas lluvias y la creciente del río mudaron el sitio en bloqueo
- Como la guarnición compuesta de jenizaros rehusó en entregarse, Ernesto envió un cuerpo de tropas que sitiaban a combatir a otra fortaleza, la de Cladova, capital de un rico distrito situado entre la Serbia y la Bulgaria, que por espacio de 72 años no había visto la espada enemiga
- Esta operación debía asegurar víveres, mientras el príncipe de Coburg entraba en Bucarest, capital de la Valaquia oriental y el príncipe de Hohenhole en Cracovia, capital de la Valaquia llamada austriaca
- De este modo la Casa de Austria con una campaña enérgica se apoderó de dos ricas provincias, en extensión igual a Italia; pero con el tratado de paz posterior con los turcos salió perjudicada.

## Banato de Temeswar
El banato de Temeswar se hallaba situado en el Sur de Hungría, limítrofe con la Transilvania y por los grandes ríos del "Marosch", el Theyss] y el Danubio.

### Características
- Su extensión era alrededor de 9450 millas cuadradas
- Lo habitaban alrededor de 700.000 personas
- En el sudeste una cadena de altas montañas, donde el principal empleo de sus habitantes era el pastoreo y la minería
- El resto del territorio era nivelado y en muchos lugares pantanos y arenales y gran fertilidad
- La población más numerosa eran los "Wallachians"
- En 1779, el banato fue declarado por el gobierno Austria formando parte de la Hungría y dividido en los siguientes palatinados:
  - De Torontal
  - De Temeswar
  - De Krassova
- Dentro la frontera militar del distrito de Temeswar

### Palatinado de Temeswar
- Ocupaba la parte central del banato de Temeswar
- Su extensión era de 2460 millas cuadradas
- Con 244.000 habitantes, compuesto dicho banato de los descendientes de magiares, "wallachians", "rascians", y colonos germánicos
- La capital era Temeswar